# 大翅環蝶屬
大翅環蝶屬（學名：Brassolis）是閃蝶亞科大翅環蝶族中的一個屬。分佈於新熱帶界。幼蟲群居，寄主植物為椰子樹等棕櫚植物，所以被視為害蟲。成蟲口器退化，壽命小於兩週。

## 物種
- 大翅環蝶 （Brassolis astyra） Godart, 1824
- Brassolis dinizi d'Abrera, 1956
- 格拉大翅環蝶 （Brassolis granadensis） Stichel, 1902
- 尖翅大翅環蝶 （Brassolis haenschi） Stichel, 1902
- 狹窄大翅環蝶 （Brassolis isthmia） Bates, 1864
- 黃帶大翅環蝶 （Brassolis sophorae） (Linnaeus, 1758)